# Internationale Verkehrsausstellung

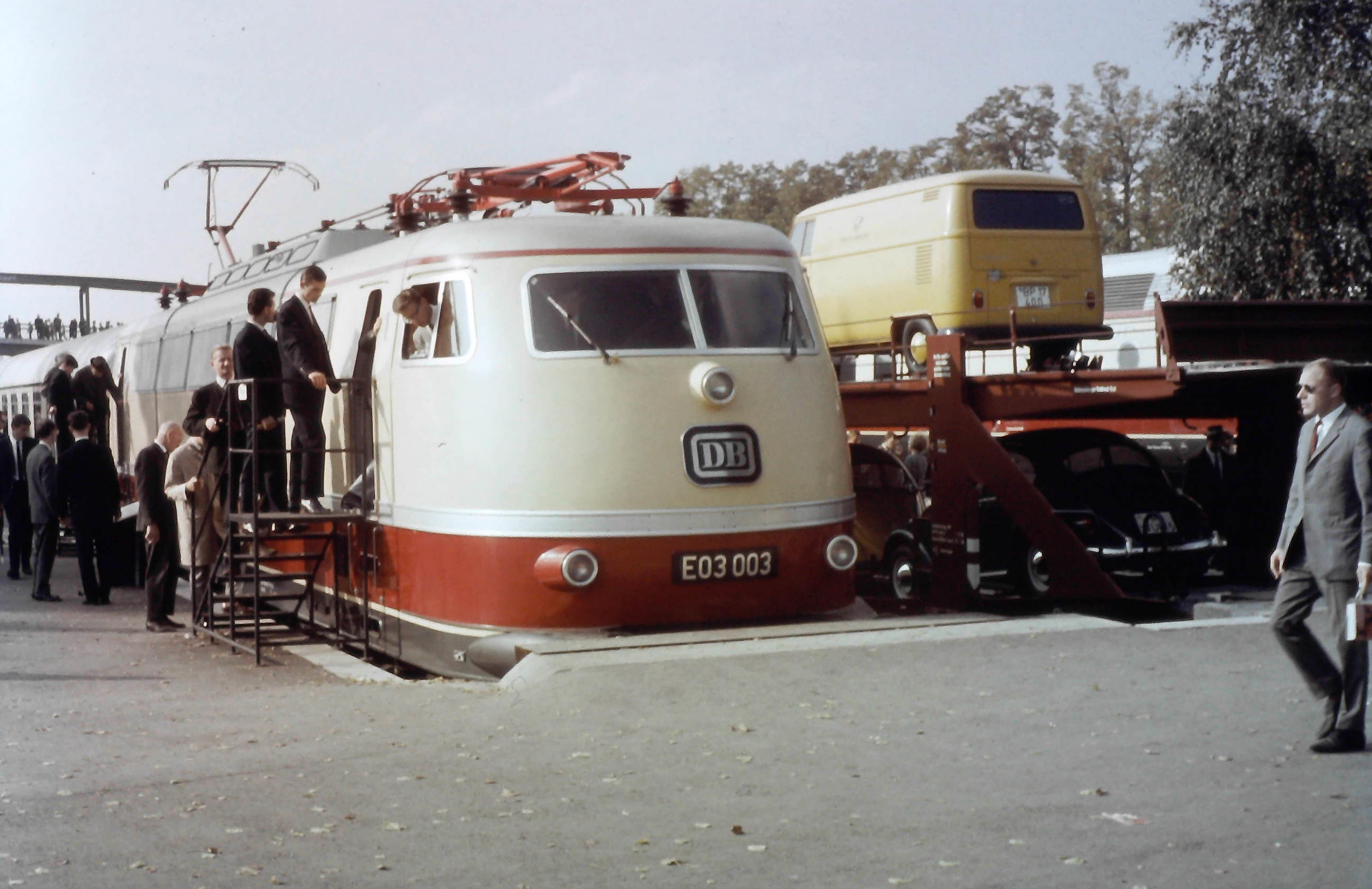
E03 003 auf der IVA 1965 in München

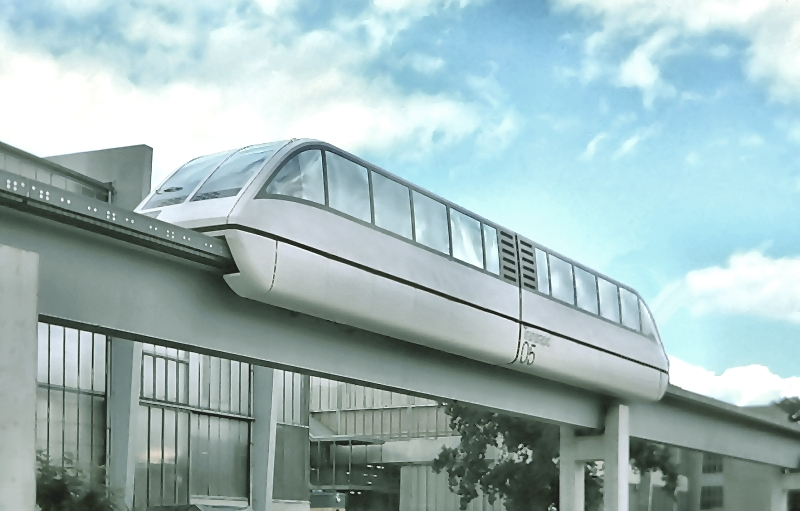
Transrapid 05 auf der IVA 1979 in Hamburg

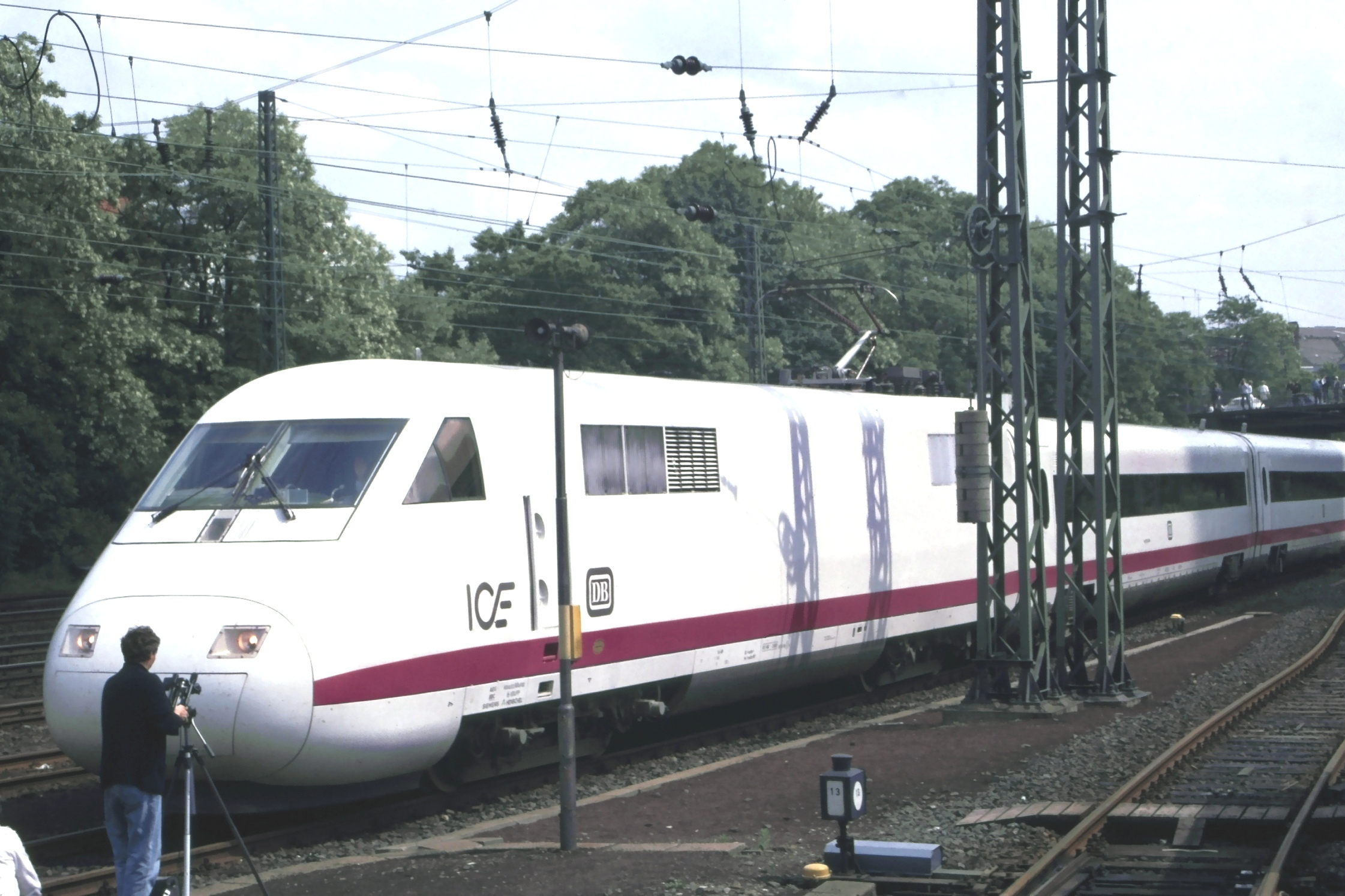
ICE auf der IVA 1988 in Hamburg

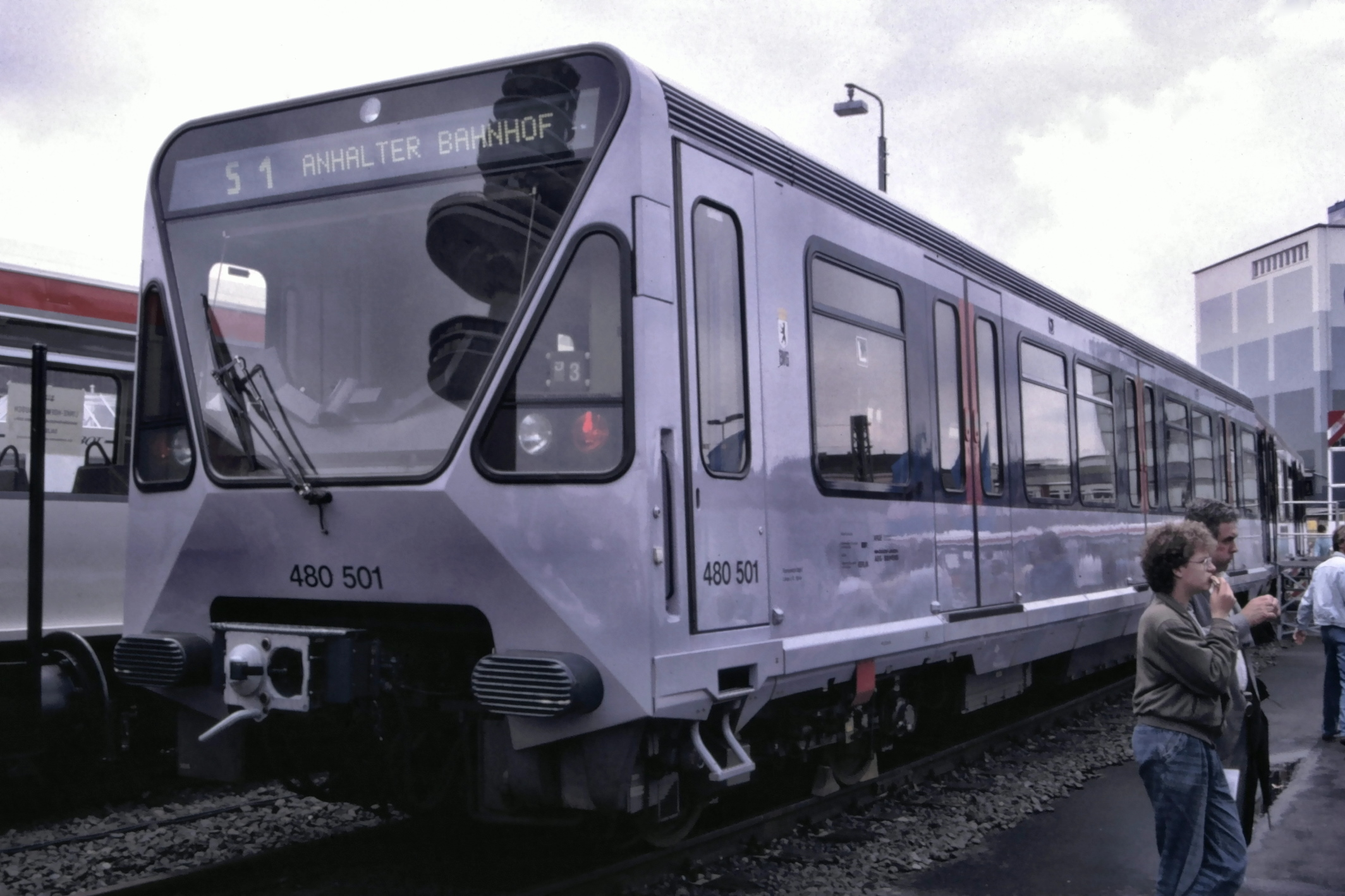
Kristallblauer Prototyp der BVG-Baureihe 480 auf der IVA 1988

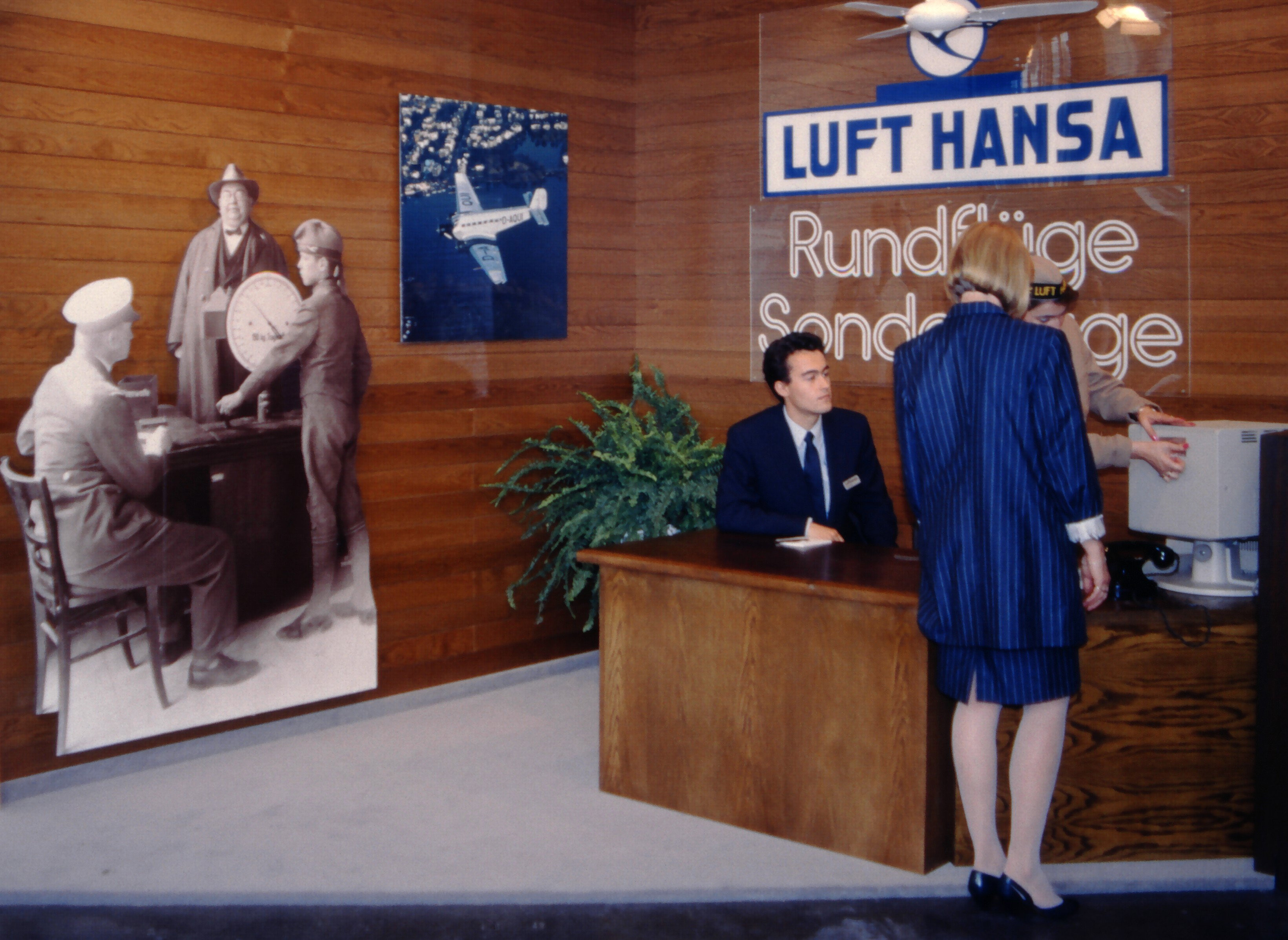
Rundflug-Schalter der „Deutsche Lufthansa Berlin-Stiftung“ auf der IVA ´88 in Hamburg

Die Internationale Verkehrsausstellung (IVA) war eine in Deutschland stattfindende Messe, auf der das gesamte Spektrum der Verkehrstechnik gezeigt wurde. Die IVA ging aus der Deutschen Verkehrsausstellung (DVA) hervor und fand in unregelmäßigen Abständen an unterschiedlichen Messeplätzen in Deutschland statt.

## Ausrichtungen

### IVA 1965
Die IVA 1965 vom 25. Juni bis 3. Oktober 1965 in München (Messegelände Theresienhöhe) wurde vom Bureau International des Expositions (BIE) als internationale Ausstellung anerkannt. Ein wesentlicher Schwerpunkt ist bisher immer der Schienenverkehr gewesen. Auf allen Verkehrsausstellungen wurden jeweils neue Techniken erstmals einer breiten Öffentlichkeit präsentiert. Auf dem Freigelände wurden auf neun Gleisen mit 3500 m Schienen mehr als 100 Schienenfahrzeuge ausgestellt, unter ihnen die gerade fertiggestellte E 03, aber auch andere Zugpferde: E 10.12, E 50, V 169, V 200.1, V 320 und die Triebwagen ET 27, ETA 150, VT 11.5, VT 24.6, wie auch französische und belgische Loks wie die SNCF CC 40100 mit INOX-TEE-Wagen. Ein Schwerpunkt waren Güterwagen verschiedener Bauart, unter anderem für den Kombinierten Verkehr. Gleisbaumaschinen konnten teilweise in Betrieb erlebt werden. Attraktion waren Fahrten mit der Elektrolokomotive E 03 auf der Strecke zwischen München und Augsburg mit Reisezuggeschwindigkeiten bis 200 km/h. Ebenfalls 1965 wurde der erste echte Stadtbahn-Triebwagen vom Typ U1 von DUEWAG vorgestellt. Insgesamt kamen 3,2 Millionen Besucher.

### IVA 1979
Auf der IVA 1979 in Hamburg beförderte die Magnetschwebebahn Transrapid 05 bei Geschwindigkeiten von bis zu 75 km/h auf einer 900 m langen Pendelstrecke zwischen Messegelände und dem benachbarten Heiligengeistfeld, das als Ausstellungsgelände diente, Messebesucher. Außerdem wurde 1979 ein Vorserienexemplar der neuen Drehstrom-Lokomotive der Baureihe 120 vorgestellt. Im Busbereich wurden im Parkplatz-Pendelverkehr Batterie-Elektrobusse (MAN SL 200 mit Elektromotor und einachsigem Batterieanhänger) und Hybrid-Elektrobus (Daimler-Benz O 305 OE mit Dieselmotor, Elektromotor und Batterien) eingesetzt. Außerdem wurde von Daimler-Benz und der Baufirma Züblin die O-Bahn (Mercedes-Benz O 305) als Spurbus auf besonderen Wegen aus Betonfahrbahnen (auch über Brücken und durch Tunnels) vorgestellt.

### IVA 1988
Die IVA 1988 fand vom 1. bis 12. Juni 1988 ebenfalls in Hamburg statt, hauptsächlich in den Messehallen und im benachbarten Freigelände auf den seinerzeit noch umfangreichen Gleisanlagen des Bahnhofs Sternschanze. Dort wurden das damalige Weltrekordfahrzeug (406,9 km/h) InterCityExperimental (ICE) – der Prototyp des Intercity-Express – sowie der neue Prototyp der Magnetschwebebahn Transrapid, der Transrapid 07, vorgeführt. Letzterer war auf einem kurzen Fahrbahnstück so abgestellt, dass er aus der Hallenwand ragte.
Für das Fachpublikum, vom sonstigen Publikum weniger beachtet, zeigten in- und ausländische Lokomotiv- und Waggonbau-Hersteller (z. B. Thyssen-Henschel, VEB Waggonbau Görlitz) insbesondere für den Export bestimmte robuste Lokomotiven, Güter- und Reisezugwagen sowie Spezialfahrzeuge. Neben der Ausstellung fanden unter anderem Vorträge und Symposien für Fachleute statt. Insgesamt wurde die IVA 1988 von rund 200.000 Personen besucht.
Zu den Exponaten zählten unter anderem Fahrzeuge der Berliner M-Bahn sowie der Baureihen 480 der West-Berliner S-Bahn, DT4 der Hamburger U-Bahn und B der U-Bahn München. Aus Italien kam ein ETR-500-Hochgeschwindigkeitszug, British Rail schickte Lokomotiven der Baureihen 89, 90 und 91 und einen Sprinter-Triebwagen des Typs 150/2. Mit der 6401 kam eine bei Mak gebaute DE 6400 aus den Niederlanden nach Hamburg, die Deutsche Reichsbahn steuerte eine 243 und die Danske Statsbaner eine MF-„Gumminase“ bei.
In der Halle 1 wurde ein 40 Meter langes, begehbares Modell des Eurotunnels gezeigt. Ein in der Innenstadt aufgestellter Berliner S-Bahn-Wagen der Bauart ET 165 diente der Werbung für die Veranstaltung und dem Verkauf von Programmen und Eintrittskarten. Zum von der Deutschen Bundesbahn gestalteten Beiprogramm gehörten Schnellfahrten mit dem fünfteiligen ICE zwischen Hamburg und Bremen, ein Besuch der Transrapid-Versuchsanlage Emsland, eine Stadt- und Hafenrundfahrt mit der Bahn und ein Ausflugsprogramm mit Dampfzügen.
Eine für das Jahr 2000 angekündigte IVA wurde wegen der Expo 2000 wieder abgesagt. Als Nachfolger kann die seit 1996 alle zwei Jahre in Berlin stattfindende InnoTrans gelten.

## Bisherige Verkehrsausstellungen
Neben den Internationalen Verkehrsausstellungen gab es bereits einige nationale Vorläuferveranstaltungen:
- 1924: Eisenbahntechnische Ausstellung in Seddin und in Berlin[7]
- 1925 Deutsche Verkehrsausstellung 1925 in München[2]
- 1940: DVA in Köln geplant, wurde aber wegen des Zweiten Weltkrieges abgesagt
- 1951: fand als erste Nachkriegsveranstaltung zu diesem Thema die Verkehrsausstellung „Schiene und Straße“ in Essen im dortigen Grugapark statt.
- 1953: Deutsche Verkehrsausstellung 1953 in München

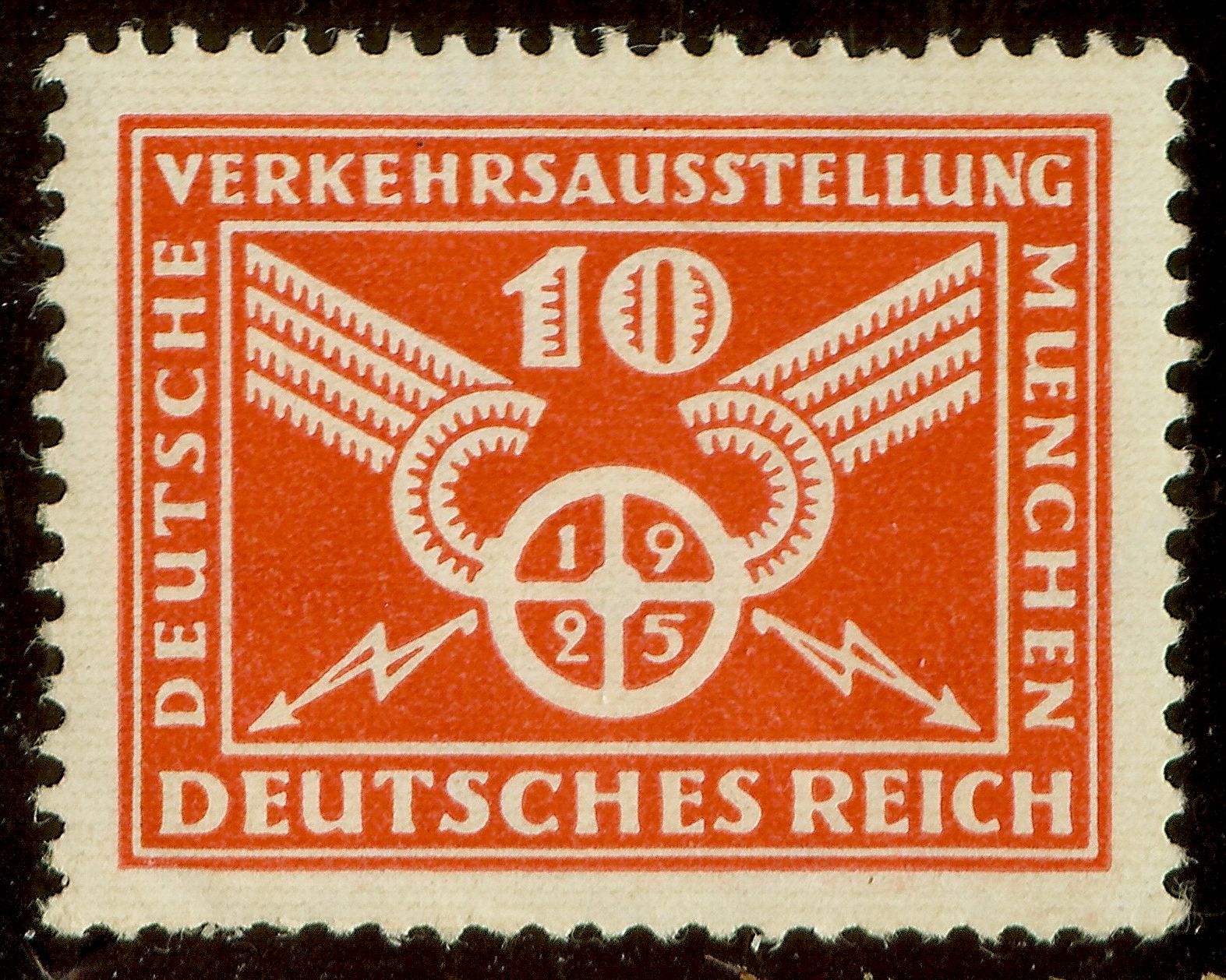
Deutsche Briefmarke (1925) zur Ausstellung in München
Ersttagsbrief anlässlich der IVA 1979